# 高階経時
高階 経時（たかしな の つねとき、治承4年（1180年）または寿永元年（1182年） - 没年不詳）は、鎌倉時代の公家。名はのち経雅（つねまさ）。正三位・高階経仲の子。官位は従二位・修理大夫。

## 経歴
後白河院政期末の文治6年（1190年）従五位下・和泉守に叙任される。建久5年（1194年）但馬守に遷り、正治2年（1200年）従五位上に叙せられ、正治3年（1201年）右衛門佐として京官に復した。元久元年（1204年）右衛門佐を辞す代わりに正五位下に昇叙されるが、翌元久2年（1205年）今度は左衛門佐に任ぜられている。
承元5年（1211年）従四位下に叙せられると、建暦2年（1212年）院分によって美濃守に任ぜられ、建保2年（1214年）内蔵頭を兼ね、建保3年（1215年）正四位下に昇叙される。建保7年（1219年）従三位に叙せられて公卿に列した。
承久3年（1221年）に発生した承久の乱での動静は明らかでない。公卿昇進後はしばらく散位であったが、寛喜3年（1231年）正三位に叙せられ、文暦2年（1235年）修理大夫に任ぜられ、これを建長5年（1253年）まで務めた。この間の嘉禎4年（1238年）従二位に至り、仁治3年（1242年）北条経時が鎌倉幕府の第四代執権に就任すると、同名を避けて経時から経雅に改名している。
建長6年（1254年） 2月に出家。

## 官歴
『公卿補任』による。
- 文治6年（1190年） 正月24日：従五位下、和泉守
- 建久5年（1194年） 正月20日：但馬守
- 正治2年（1200年） 正月5日：従五位上（殷富門院当年御給）
- 正治3年（1201年） 正月29日：右衛門佐
- 元久元年（1204年） 11月1日：正五位下（止佐叙之）
- 元久2年（1205年） 正月29日：左衛門佐
- 承元5年（1211年） 正月18日：従四位下（殷富門院御即位御給）
- 建暦2年（1212年） 12月10日：美濃守（院分）
- 建保2年（1214年） 6月13日：兼内蔵頭
- 建保3年（1215年） 4月11日：正四位下
- 建保6年（1218年） 正月：去守
- 建保7年（1219年） 正月22日：従三位、元内蔵頭
- 承久3年（1221年） 8月2日：服解（母）。閏10月：免
- 嘉禄2年（1226年） 2月：服解（父）
- 寛喜3年（1231年） 2月5日：正三位
- 文暦2年（1235年） 8月30日：修理大夫
- 嘉禎4年（1238年） 7月20日：従二位
- 仁治3年（1242年） 10月12日：経時から経雅に改名（関東左近大夫将監同名故也）
- 建長5年（1253年） 12月5日：止修理大夫
- 建長6年（1254年） 2月：出家

## 系譜
注記のないものは『尊卑分脈』による。
- 父：高階経仲
- 母：藤原範季の娘
- 妻：源兼持の娘[3]
  - 三男：高階邦経（1231-?）
- 生母不詳の子女
  - 長男：高階泰定
  - 次男：高階邦仲（?-1289）
  - 長男：経円[4]
  - 女子：源具氏室 - 世尊寺行能の養女
  - 女子：平時継室[5]